# Kajak-kenu a 2019. évi Európa-játékokon
A 2019. évi Európa-játékokon a kajak-kenuban összesen 16 versenyszámot rendeztek. A kajak-kenu versenyszámait június 25. és 27. között tartották. A játékokon csak síkvízi számokat rendeztek.

## Eseménynaptár
| E | Előfutamok | ½ | Elődöntők | D | Döntő |

| Verseny↓/Dátum → | 25 | 25 | 26 | 26 | 27 | 27 |
| ---------------- | -- | -- | -- | -- | -- | -- |
| Férfi C1 200 m   |    |    | E  | ½  | D  | D  |
| Férfi C1 1000 m  | E  | ½  | D  | D  |    |    |
| Férfi C2 1000 m  | E  | ½  | D  | D  |    |    |
| Férfi K1 200 m   |    |    | E  | ½  | D  | D  |
| Férfi K4 500 m   | E  | ½  |    |    | D  | D  |
| Férfi K1 1000 m  | E  | ½  | D  | D  |    |    |
| Férfi K2 1000 m  | E  | ½  | D  | D  |    |    |
| Férfi K1 5000 m  |    |    |    |    | D  |    |
| Női C1 200 m     |    |    | E  | ½  | D  | D  |
| Női C2 500 m     | E  | ½  |    |    | D  | D  |
| Női K1 200 m     |    |    | E  | ½  | D  | D  |
| Női K2 200 m     |    |    | E  | ½  | D  | D  |
| Női K1 500 m     | E  | ½  |    |    | D  | D  |
| Női K2 500 m     | E  | ½  | D  | D  |    |    |
| Női K4 500 m     | E  | ½  |    |    | D  | D  |
| Női K1 5000 m    |    |    |    |    | D  |    |

## Magyar érmesek
| Érem  | Versenyző                                              | Versenyszám |
| ----- | ------------------------------------------------------ | ----------- |
| Arany | Kopasz Bálint                                          | K1 1000 m   |
| Arany | Kopasz Bálint                                          | K1 5000 m   |
| Arany | Kárász Anna Kozák Danuta Csipes Tamara Medveczky Erika | K4 500 m    |
| Arany | Balla Virág Takács Kincső                              | C2 500 m    |
| Ezüst | Birkás Balázs                                          | K1 200 m    |
| Ezüst | Kozák Danuta                                           | K1 200 m    |
| Ezüst | Kozák Danuta                                           | K1 500 m    |
| Ezüst | Bodonyi Dóra                                           | K1 5000 m   |
| Ezüst | Kárász Anna Kozák Danuta                               | K2 500 m    |

## Összesített éremtáblázat
|     | Ország                 | Arany | Ezüst | Bronz | Összesen |
| 1.  | Fehéroroszország (BLR) | 5     | 2     | 3     | 10       |
| 2.  | Magyarország (HUN)     | 4     | 5     | 0     | 9        |
| 3.  | Németország (GER)      | 1     | 3     | 2     | 6        |
| 4.  | Ukrajna (UKR)          | 1     | 2     | 0     | 2        |
| 5.  | Oroszország (RUS)      | 1     | 1     | 4     | 6        |
| 6.  | Lengyelország (POL)    | 1     | 0     | 3     | 4        |
| 7.  | Dánia (DEN)            | 1     | 0     | 1     | 2        |
| 8.  | Franciaország (FRA)    | 1     | 0     | 0     | 1        |
| 8.  | Románia (ROU)          | 1     | 0     | 0     | 1        |
| 10. | Portugália (POR)       | 0     | 2     | 0     | 2        |
| 11. | Olaszország (ITA)      | 0     | 1     | 0     | 1        |
| 12. | Szlovákia (SVK)        | 0     | 0     | 2     | 2        |
| 13. | Spanyolország (ESP)    | 0     | 0     | 1     | 1        |

## Férfi

### Éremtáblázat
|     | Ország                 | Arany | Ezüst | Bronz | Összesen |
| 1.  | Magyarország (HUN)     | 2     | 1     | 0     | 3        |
| 2.  | Németország (GER)      | 1     | 1     | 2     | 4        |
| 2.  | Oroszország (RUS)      | 1     | 1     | 2     | 4        |
| 4.  | Fehéroroszország (BLR) | 1     | 0     | 2     | 3        |
| 5.  | Franciaország (FRA)    | 1     | 0     | 0     | 1        |
| 5.  | Lengyelország (POL)    | 1     | 0     | 0     | 1        |
| 5.  | Románia (ROU)          | 1     | 0     | 0     | 1        |
| 8.  | Portugália (POR)       | 0     | 2     | 0     | 2        |
| 8.  | Ukrajna (UKR)          | 0     | 2     | 0     | 2        |
| 10. | Olaszország (ITA)      | 0     | 1     | 0     | 1        |
| 10. | Spanyolország (ESP)    | 0     | 0     | 1     | 1        |
| 10. | Szlovákia (SVK)        | 0     | 0     | 1     | 1        |

### Érmesek
| Versenyszám | Arany                                                                                       | Arany     | Ezüst                                                                          | Ezüst     | Bronz                                                                  | Bronz     |
| ----------- | ------------------------------------------------------------------------------------------- | --------- | ------------------------------------------------------------------------------ | --------- | ---------------------------------------------------------------------- | --------- |
| K1 200 m    | Maxime Beaumont · Franciaország (FRA)                                                       | 38,976    | Birkás Balázs · Magyarország (HUN)                                             | 39,149    | Dzmitrij Tracjakov · Fehéroroszország (BLR)                            | 39,351    |
| K1 1000 m   | Kopasz Bálint · Magyarország (HUN)                                                          | 3:30,936  | Fernando Pimenta · Portugália (POR)                                            | 3:31,048  | Aleh Jurenya · Fehéroroszország (BLR)                                  | 3:32,291  |
| K1 5000 m   | Kopasz Bálint · Magyarország (HUN)                                                          | 21:45,255 | Fernando Pimenta · Portugália (POR)                                            | 21:46,554 | Max Hoff · Németország (GER)                                           | 21:49,276 |
| K2 1000 m   | Németország (GER) · Max Hoff · Jacob Schöpf                                                 | 3:18,175  | Ukrajna (UKR) · Alekszandr Sziromjatnikov · Oleh Kuharik                       | 3:18,865  | Oroszország (RUS) · Vlagyiszlav Litovka · Roman Anoskin                | 3:19,023  |
| K4 500 m    | Oroszország (RUS) · Artyom Kuzahmetov · Alekszandr Szergejev · Oleg Guszev · Vitalij Jersov | 1:32,376  | Németország (GER) · Max Rendschmidt · Ronald Rauhe · Tom Liebscher · Max Lemke | 1:32,541  | Szlovákia (SVK) · Samuel Baláž · Vlček Erik · Zalka Csaba · Botek Ádám | 1:33,721  |
| C1 200 m    | Arcjom Kozir · Fehéroroszország (BLR)                                                       | 42,835    | Nicolae Craciun · Olaszország (ITA)                                            | 43,353    | Alfonso Benavides · Spanyolország (ESP)                                | 44,255    |
| C1 1000 m   | Tomasz Kaczor · Lengyelország (POL)                                                         | 3:57,953  | Kirill Samsurin · Oroszország (RUS)                                            | 3:58,028  | Sebastian Brendel · Németország (GER)                                  | 3:59,278  |
| C2 1000 m   | Románia (ROU) · Catalin Chirila · Victor Mihalachi                                          | 3:40,919  | Ukrajna (UKR) · Jurij Vangyuk · Andrij Ribacsok                                | 3:41,692  | Oroszország (RUS) · Kirill Samsurin · Ilja Pervuhin                    | 3:42,547  |

## Női

### Éremtáblázat
|    | Ország                 | Arany | Ezüst | Bronz | Összesen |
| 1. | Fehéroroszország (BLR) | 4     | 2     | 1     | 7        |
| 2. | Magyarország (HUN)     | 2     | 4     | 0     | 6        |
| 3. | Dánia (DEN)            | 1     | 0     | 1     | 2        |
| 4. | Ukrajna (UKR)          | 1     | 0     | 0     | 1        |
| 5. | Lengyelország (POL)    | 0     | 0     | 3     | 3        |
| 6. | Németország (GER)      | 0     | 2     | 0     | 2        |
| 7. | Oroszország (RUS)      | 0     | 0     | 2     | 2        |
| 8. | Szlovákia (SVK)        | 0     | 0     | 1     | 1        |

### Érmesek
| Versenyszám | Arany                                                                             | Arany     | Ezüst                                                                                           | Ezüst     | Bronz                                                                                             | Bronz     |
| ----------- | --------------------------------------------------------------------------------- | --------- | ----------------------------------------------------------------------------------------------- | --------- | ------------------------------------------------------------------------------------------------- | --------- |
| K1 200 m    | Emma Jørgensen · Dánia (DEN)                                                      | 41,625    | Kozák Danuta · Magyarország (HUN)                                                               | 42,160    | Marta Walczykiewicz · Lengyelország (POL)                                                         | 42,408    |
| K1 500 m    | Volha Hudzenka · Fehéroroszország (BLR)                                           | 2:03,929  | Kozák Danuta · Magyarország (HUN)                                                               | 2:04,176  | Emma Jørgensen · Dánia (DEN)                                                                      | 2:04,989  |
| K1 5000 m   | Marina Litvincsuk · Fehéroroszország (BLR)                                        | 24:52,258 | Bodonyi Dóra · Magyarország (HUN)                                                               | 24:53,003 | Mariana Petrušová · Szlovákia (SVK)                                                               | 24:59,099 |
| K2 200 m    | Ukrajna (UKR) · Marija Povh · Ljudmila Kuklinovszka                               | 44,781    | Németország (GER) · Franziska John · Tina Dietze                                                | 44,961    | Fehéroroszország (BLR) · Volha Hudzenka · Marina Litvincsuk                                       | 45,073    |
| K2 500 m    | Fehéroroszország (BLR) · Volha Hudzenka · Marina Litvincsuk                       | 1:40,888  | Magyarország (HUN) · Kárász Anna · Kozák Danuta                                                 | 1:42,526  | Oroszország (RUS) · Kira Sztyepanova · Anasztaszija Pancsenko                                     | 1:43,358  |
| K4 500 m    | Magyarország (HUN) · Kárász Anna · Kozák Danuta · Csipes Tamara · Medveczky Erika | 1:41,526  | Fehéroroszország (BLR) · Marharita Mahneva · Nadzeja Papok · Volha Hudzenka · Marina Litvincsuk | 1:41,654  | Lengyelország (POL) · Karolina Naja · Katarzyna Kolodziejczyk · Anna Pulawska · Helena Wisniewska | 1:42,851  |
| C1 200 m    | Alena Nazdrova · Fehéroroszország (BLR)                                           | 50,351    | Lisa Jahn · Németország (GER)                                                                   | 51,656    | Dorota Borowska · Lengyelország (POL)                                                             | 51,731    |
| C2 500 m    | Magyarország (HUN) · Balla Virág · Devecseriné Takács Kincső                      | 2:11,129  | Fehéroroszország (BLR) · Nadzeja Makarcsanka · Olha Klimava                                     | 2:12,924  | Oroszország (RUS) · Kszenyija Kuracs · Oleszja Romaszenko                                         | 2:14,194  |